# Gyarmati Rozália
Gyarmati Rozália (Rozi Gyarmati, született Tamás) (Csíkmadaras, 1948. augusztus 25. –) Svédországban élő magyar költő, műfordító és festőművész.
Magyarul és svédül ír verseket, valamint svéd verseket fordít magyarra.

## Életpályája
Elemi- és középiskoláit Csíkszeredában végezte. 1971-ben a kolozsvári műszaki egyetemen építőmérnöki oklevelet szerzett. 1984 óta Svédországban él.
Iskolás kora óta versel és fest.
Festészetet olyan ismert művészeknél tanult, mint Gaál András, Márton Árpád, Mottl Román, Bengt Saltö (svédül), Pia Byrin stb.
Termékeny művész, számtalan festményt és verset alkotott. Az évek során több csoportos és egyéni kiállítása volt.

## Kiállításai
- Galleri Wachtmeister, Karlskrona, 1997 és 2002
- Folkuniversitet, Karlskrona, 2000
- Artclub – Ericsson Software Technology, Karlskrona, 2001
- Artemix Konstklubb, SP, Borås, 2002
- Flextronics Konstförening, Karlskrona, 2003
- Teknologisk Institut, Taastrup, Dánia, 2004
- Militärhemmet, Karlskrona, 2006
- Länstyrelsen i Blekinge Län, Karlskrona 2008
- Gamla Båthuset, Kårehamn, Öland, 2011
- Tibor Ernő Galéria, Nagyvárad, Románia, 2011
- Mor Oliviagården, Ronneby, 2012
- Art Galleri KH, Karlskrona, 2012
- Magyar Nagykövetség, Stockholm, 2015
- Blekinge megyei kórház étterme, Karlskrona, 2018
- Konst i fik, Lyckeby, 2021
- Lanternan, Hästö, Karlskrona, 2021

## Versek
A versek itt olvashatók: Versek
- A fehér fák között
- A gyerekek nőnek
- A Hargitán
- A határon túl
- A hattyúk
- A középút
- A művészet
- A végén
- A véges végére
- Alkonyatkor
- Álmodom
- Álom
- Apám
- Az angyal sarkantyúja
- Az elrabolt gondolat
- Az úton
- Bánatom
- Barlangom
- Büszkeség
- Csak azt akartam
- Depresszió
- Egy más tükröződés
- Éjszakánként
- Élek-halok
- Élni jó
- Én
- És mégis szomorú
- Fa vagyok
- Gondolatok
- Gondolatok - Minden belém fog halni
- Harmónia
- Hazautazok
- Holnap
- Igazság
- IV. Szimfónia
- Ismétlés-minden belém fog halni
- Kacagó emlékek közt
- Keresés
- Két álom
- Ki érti?
- Kiadás egy példányban
- Kilátás egy tóra
- Kis Macikám
- Kis virág
- Kis virágom
- Kitartás
- Kong a magány
- Kontra
- Lángoló lány
- Lelketlenség
- Madár vagyok
- Már egy jó ideje
- Megmutatni
- Megy a vonat
- Megzavart gondolatok
- Mérlegelés
- Mesinek
- Mi szép e világon?
- Minden hajnal
- Mindenkinek
- Nagyanyám s a macska
- Napsugárhoz
- Netán semmi
- Orvvadászok
- Otthon
- Örökkévalóság
- Öröm
- Összegezem
- Praktika
- Reggeli út
- Szerénység
- Szeretet
- Szeretnék
- Szituáció
- Tévedtem?
- Tükörképem
- Újra ébredés
- Útravaló
- Valahol
- Valahol Svédországban
- Valami más
- Változó idő

## Fordítások
A fordítások itt olvashatók: Fordítások
- A gondolat (Pär Lagerkvist: Tanken har intet mål)
- A gyermek bennünk feléled (Pär Lagerkvist: Livet tar sitt barn till sig)
- A legcsodálatosabb az alkonyat (Pär Lagerkvist: Det är vackrast när det skymmer)
- Az út amin magányosan jársz (Pär Lagerkvist: Den väg du går allena)
- Ha egyedül vagy (Maria Wine: Är man ensam)
- Hogy a nyugtalanság... (Pär Lagerkvist: Att hjärtats oro aldrig må vika)
- Lehűl a nappal... (Edith Södergran: Dagen svalnar...)
- Mindennapi szerelem  (Maria Wine: Den dagliga kärleken)
- Rettegés – örökségrészem (Pär Lagerkvist: Ångest, ångest är min arvedel)
- Valahol az ősidőkben... (Pär Lagerkvist: Engång i evigheten...)
- Tiszavirág (Karin Hartler: Dagsländan)
- Az életem elmegy (Pär Lagerkvist: Mitt liv går bort)

## Díjak
- A Zsűri különdíja, Dalles terem, Bukarest, 1964